# Blaszki Rexeda

Schemat budowy rdzenia kręgowego. Po lewej podział na blaszki Rexeda, po prawej podział na jądra.

Blaszki Rexeda, warstwy Rexeda, strefy Rexeda – w anatomii człowieka warstwy istoty szarej wyodrębnione w rdzeniu kręgowym, na podobieństwo pól Brodmanna w korze mózgowej. Podstawą ich wyodrębnienia przez szwedzkiego neuroanatoma Brora Rexeda była głównie cytoarchitektonika rdzenia.
Układ blaszek jest następujący:
- I-VI: róg tylny (grzbietowy) 
  - I: jądro tylnobrzeżne
  - II/III: istota galaretowata
  - III/IV/V: nucleus proprius
  - VI: jądro grzbietowe
- VII-IX: róg przedni (brzuszny)
  - VII:  jądro pośrednio-boczne
  - VIII: interneurony ruchowe (gamma motoneurony)
  - IX: neurony ruchowe (alfa motoneurony), w odcinku krzyżowym tworzą jądro Onufa
- X: neurony brzeżne kanału środkowego rdzenia.